# 프라하 전투
프라하 전투는 스터보홀리 전투(Battle of Štěrboholy)라고도 하며, 1757년 5월 6일 벌어졌다. 이 전투에서 프리드리히 대왕이 지휘하는 67,000명 군세는 60,000명의 오스트리아군을 퇴각시켰으나 프리드리히 대왕의 군세는 14,300명의 병력을 잃었고, 이 피해로 인해 프로이센군은 프라하를 공격할 전력을 상실하고 말았다.

## 서막
프리드리히는 1756년의 전역으로 작센을 항복시켰다. 그는 겨울동안 소국인 자신의 프로이센 왕국을 지키기 위한 새로운 계획을 골몰하였다. 방어를 위해 단순히 눌러앉아 방어태세를 취하는 것은 프리드리히의 성격에 맞지 않았다.
초여름 프로이센군은 작센과 슐레지엔에 분산되어 있던 4개의 프로이센 종대(columns)는 각각 산을 넘어 보헤미아를 향해 진군하기 시작했다. 프로이센의 4개 군단(corps)은 보헤미아의 수도 프라하에 집결할 예정이었다. 비록 프로이센군은 각개격파 당할 위험에 처해있긴 했지만 결국 합류에 성공하였다. 프리드리히 대왕의 군단은 모리츠 공(Prince Moritz) 휘하의 군단과 합류하였고 베베른의 군대는 슈베린과 합류하였다. 양군은 프라하 근교에서 합류하였다.
그러는 동안 오스트리아군 역시 놀고 있지만은 않았다. 비록 프로이센군의 신속한 기동에 허를 찔리긴 했지만, 오스트리아군의 유능한 야전사령관 막시말리안 율리시즈 브라운 백작(Maximilian Ulysses Count Browne)은 별다른 무리 없이 군대를 뒤로 물려 프라하 쪽에 병력을 집중하기 시작했다. 병력을 집중한 후 프라하의 동쪽에 참호를 파 방어태세를 취했고, 이 와중에 로트링겐의 카를 공이 지휘하는 부대와 합류하여 오스트리아군의 전력은 60,000명에 달하였다. 그리고 전군의 총지휘권은 카를 공이 장악하였다.
폰 브라운 휘하의 오스트리아군은 지스카(Ziska)와 타보르(Tabor)산에 강력한 방어선을 구축했다. 마을은 오스트리아군의 좌측 측면에 위치해 있었으며 북쪽에는 가파른 협곡이, 그리고 서쪽에는 끄트머리에 옅은 개울이 있는 경사진 늪지대가 있었다. 두 명의 오스트리아군 사령관은 어떻게 움직일 것인가에 관하여 의견을 보였다. 폰 브라운은 공격하길 원했으나, 카를 공은 라이헨베르크 전투에서 패해, 프라하로 물러나고 있다고 알려진 코닉세그(Konigseck)의 부대가 도착하길 원하고 있었고, 또 가능하면 다운의 부대가 도착할 때까지는 가만히 있길 바라고 있었다.
5월 6일 약 오전 5시 경 프로이센군은 프로세크(Prosek) 고지대에 집결하였고, 그 총병력은 115,000명에 달하였다. 프리드리히는 케이스(Keith)에게 30,000명의 병력을 주어 마을의 서쪽에서 오스트리아군의 퇴로를 끊게 하였다. 오스트리아군은 북쪽과 동쪽에서 밀려오는 적과 전투를 벌이기 위해 정렬하기 시작했다.

## 전투

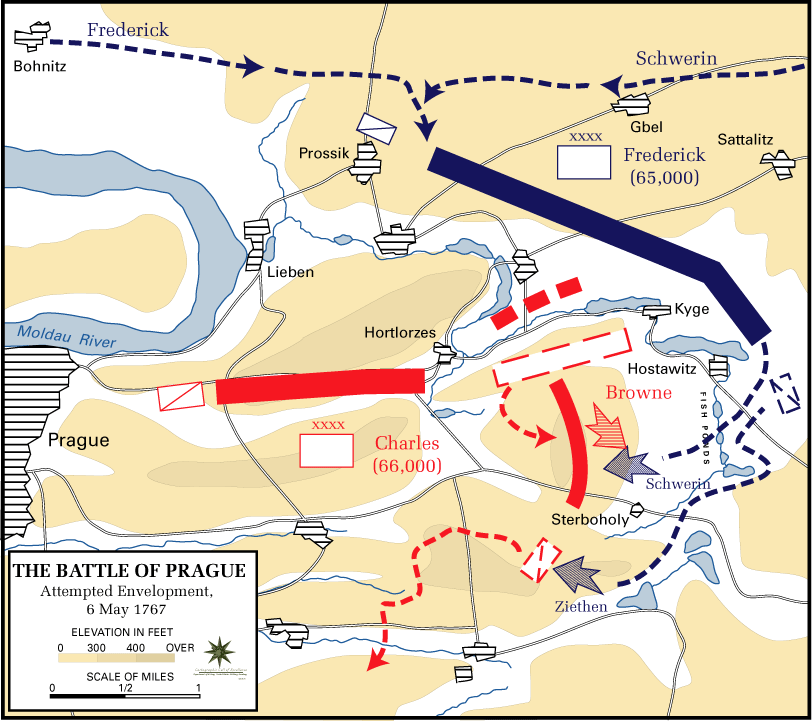
프로이센군의 포위기동.

프리드리히는 즉각적인 돌격명령을 내렸으나 슈베린은 프리드리히에게 오스트리아군의 우익에 정찰부대를 보내자고 설득하였다. 정찰대는 근교의 완만한 녹색 초원지대를 둘러보고 오스트리아군 후방을 공격할 기회라고 보고하였다. 프로이센군은 약 오전 7시경 진군하였고, 약 오전 10시 경 오스트리아군의 사령관들이 그들의 움직임을 알아차릴 때까지 성공적으로 공격위치를 잡을 수 있었다. 야전 사령관 폰 브라운은 6개의 보병 연대를 보내 동남쪽의 거점을 장악하려 하였다.
장군 빈터펠트(Winterfeldt)와 동행한 슈베린은 최종적으로 공격을 준비했다. 이 공격은 빈터펠트가 지휘하는 보병부대가 선두를 이끌었다. 프로이센 보병대는 그들이 초원지대가 아닌 작은 연못가에 있다는 것을 알아차렸다. 그들이 전투를 벌이며 이 지역을 돌파하는 동안 빈터펠트는 머스캣 총탄에 맞았다. 프로이센 보병대는 동요하기 시작했다. 슈베린은 스스로 이들을 재집결 시킨 후에 선두에서 전투를 지휘하였다. 슈베린은 이 와중에 오스트리아군이 쏜 산탄에 몇 차례 부상을 입고 나중에 전사한다. 이 소식을 들은 프리드리히는 돌격을 감행할 것을 명했다.
오스트리아 보병대는 프로이센군의 혼란상황을 알아채고 프로이센군을 경사지에서 몰아내기 시작했으나 이 과정에서 프로이센군을 공격하던 부대와 여전히 북쪽을 향해 있던 나머지 오스트리아군 사이에 빈틈이 벌어졌다. 이때 폰 브라운은 프로이센 보병대의 총탄에 치명상을 입고 프라하로 실려 갔다. 폰 브라운은 이 상처로 인해 며칠 후 사망한다.

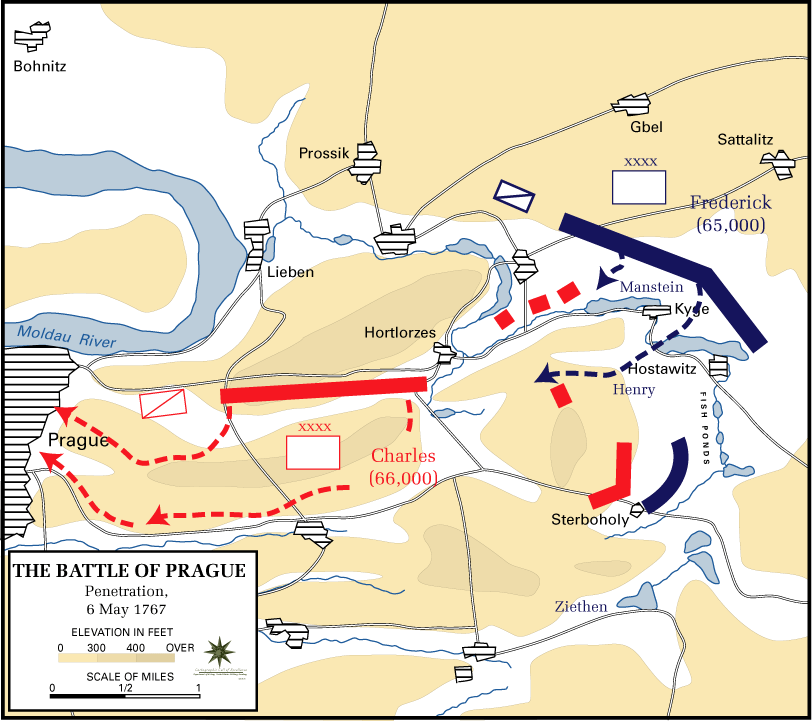
프로이센군의 돌파.

프리드리히 대왕과 폰 치이텐(von Zieten) 장군이 오스트리아에 다시 공격을 가하기 위해 남쪽에서 프로이센군을 집결시키는 동안 하우트카르모이(Hautcharmoy) 장군과 베베른 공은 오스트리아군의 벌려진 틈새를 알아차렸고, 이 사이에 프로이센 보병대를 투입하기 시작하였다. 오스트리아군 소속의 크로아티아 인들은 오스트리아군의 좌익이 위치한 북쪽에서 프로이센군과 교전하였다. 그러나 오스트리아군의 벌어진 틈에 프로이센군은 꾸준히 공격을 감행하였고, 결국 오스트리아군은 퇴각하여 타보르 산의 서쪽 끝자락에 새로운 전열을 구성해야만 했다.
전투의 최종국면은 약 오후 3시경에 시작되었다. 이때 프로이센군은 여전히 전열을 유지하고 있던 오스트리아군과 전투를 벌이고 있었다. 이러는 동안 프로이센군은 남쪽으로부터 오스트리아군의 측면을 공격했다. 카를 공은 프라하로 물러났으며, 퇴각의 후위는 오스트리아의 기병대가 맡아 분전했다.

## 영향
오스트리아군은 12,000명의 병력을 잃었고, 4,500명이 포로로 잡혔다. 프리드리히는 14,000명의 병력을 잃었다. 단순히 사상자만 비교해 보았을 때는 오스트리아 측의 사상자가 프로이센 측보다 적었다. 프리드리히는 프라하에서 공성전을 벌이길 포기하고 포위작전을 펼쳤다. 프리드리히는 40,000명의 병력과 75,000명의 주민들이 얼마 안 있어 성내의 물자를 모두 소비할 것이라고 계산했다. 그러나 프리드리히는 프라하를 구원하기 위해 달려온 오스트리아의 지원군을 예상하지 못했고, 결국 콜린 전투가 벌어지게 된다.